# Piazza Scanderbeg
Piazza Scanderbeg (in albanese Sheshi Skënderbej) è una piazza del centro storico di Tirana, dedicata all'eroe nazionale albanese Giorgio Castriota, detto Scanderbeg, e considerata come il principale punto di aggregazione della città. Con una superficie di 40 000 metri quadrati è la più grande piazza dei Balcani ed è utilizzata per la celebrazione di eventi sociali, culturali, politici, sportivi e talvolta per iniziative commerciali.
Ospita numerosi edifici governativi, tra cui il palazzo della Cultura (che ospita la sede della Biblioteca nazionale e del Teatro nazionale dell'opera e del balletto), il palazzo della Banca nazionale, il Municipio di Tirana e le sedi dei ministeri del Turismo e dell'Ambiente, delle Infrastrutture e dell'Energia oltre che dell'Agricoltura e dello Sviluppo rurale, a cui si aggiungono il Museo storico nazionale e la moschea Et'hem Bey con annessa la torre dell'Orologio.

## Storia

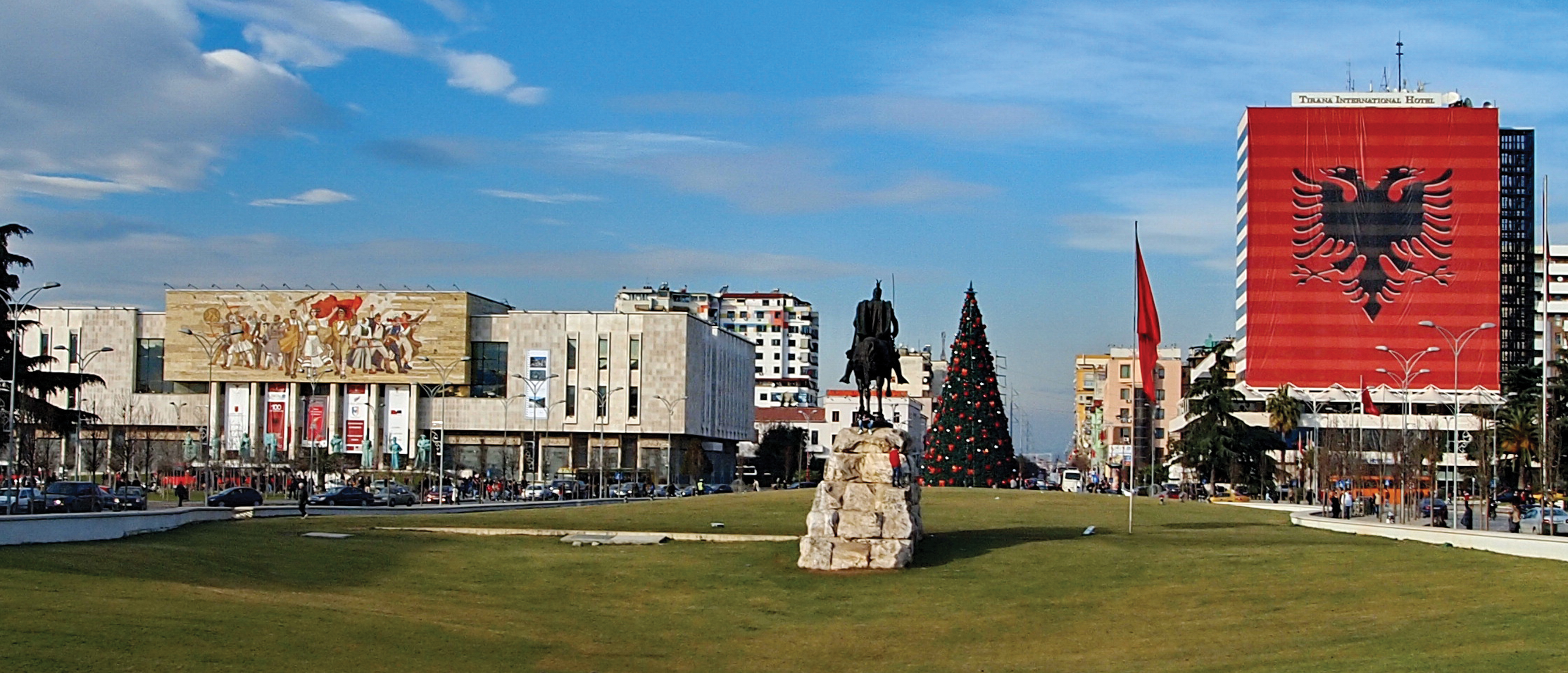
La piazza nel centenario dell'Indipendenza dell'Albania dai turchi (2012)

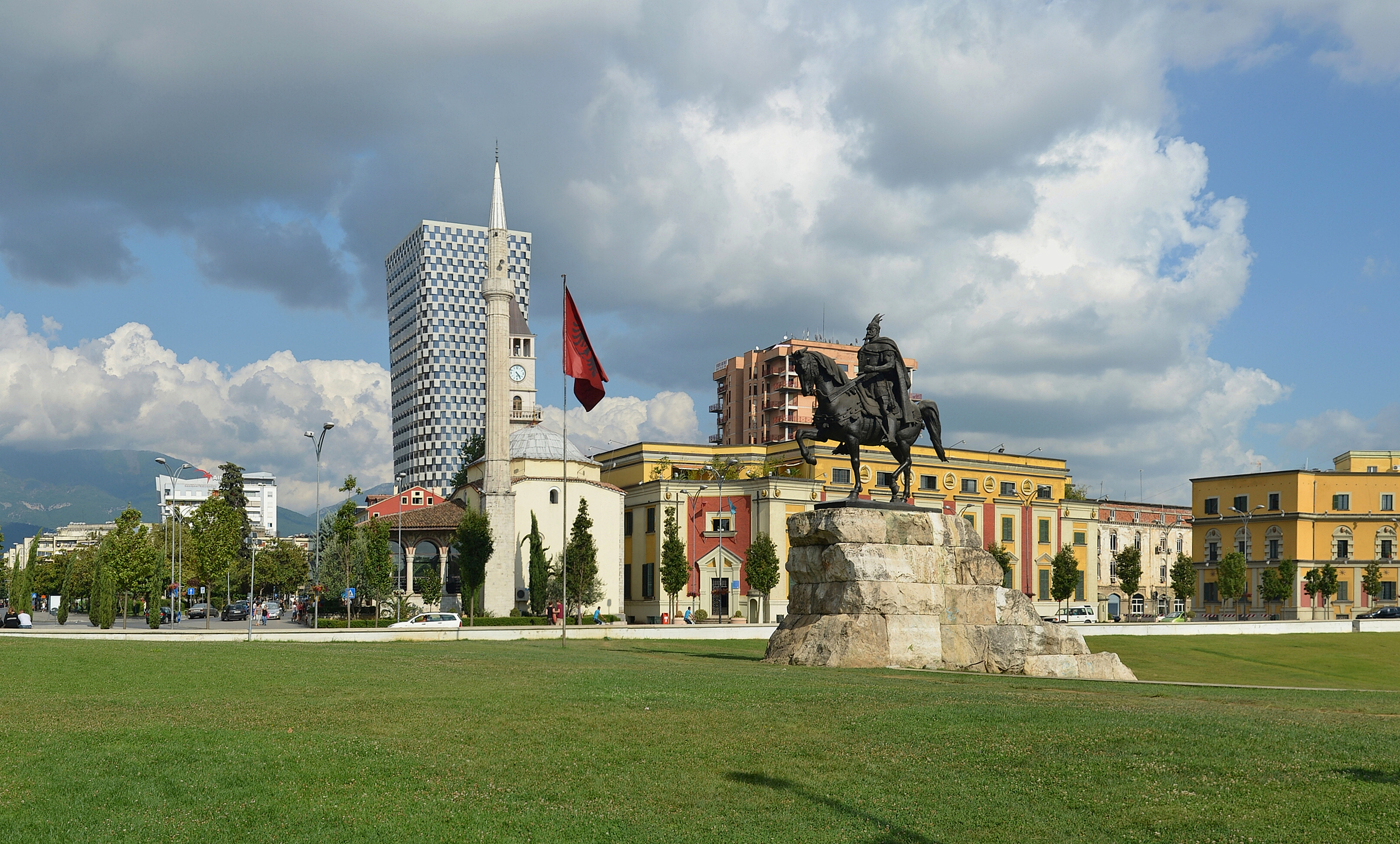
Spazio verde e monumento al centro della piazza, allora di nuova progettazione (2014)

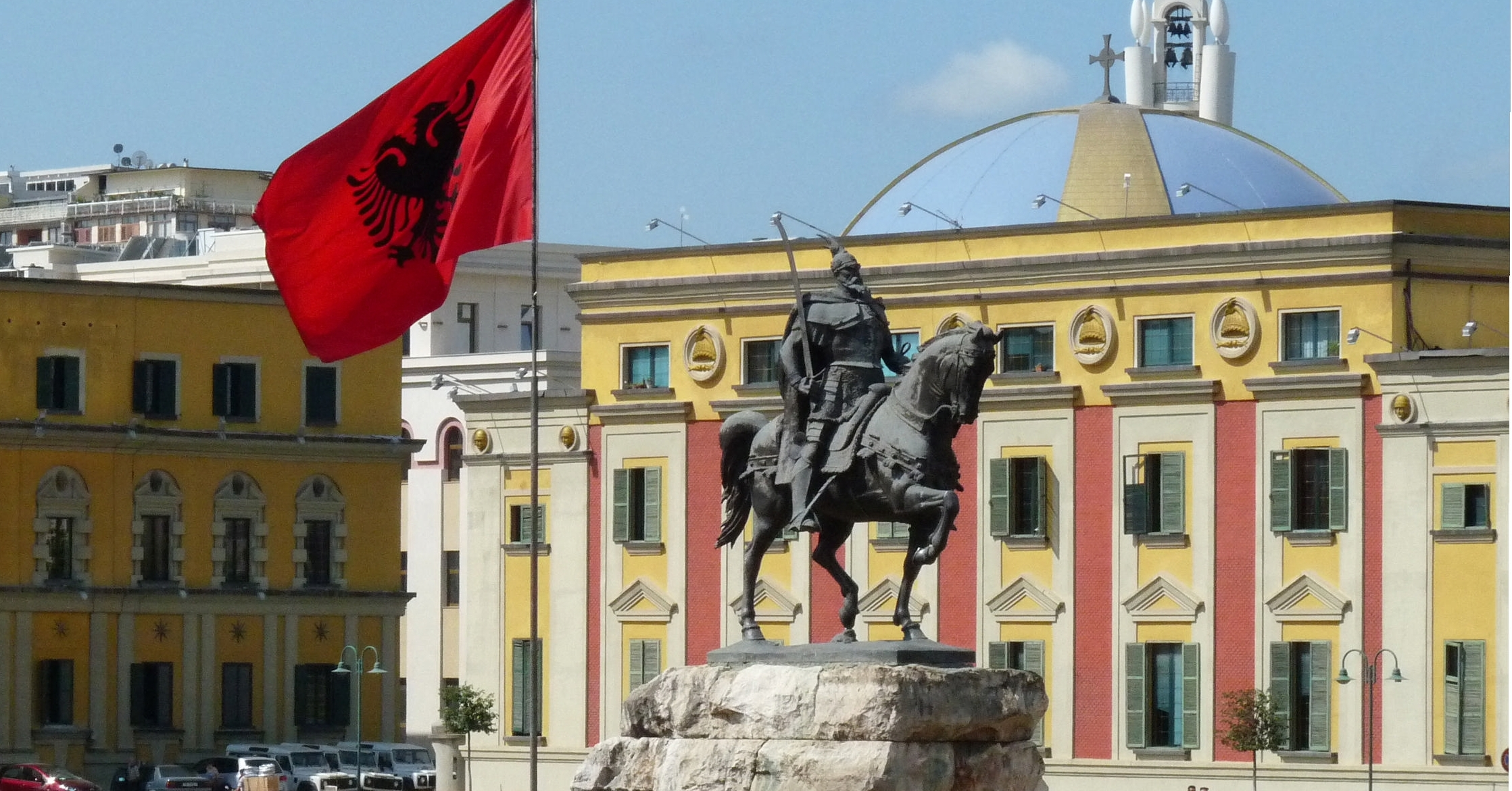
Particolare della piazza nel 2015

La piazza, posta nel cuore di Tirana, aveva una modesta ampiezza quando vi fu collocato un grande cippo in pietra con l'anno dell'indipendenza albanese, il 1912. Fu allargata dalle truppe austro-ungariche nel 1917; già allora era detta piazza Skanderbeg (Sheshi Skënderbej) o Piazza del Mercato (Sheshi i Tregut); fu  sistemata fra il 1929 e il 1936 dall'urbanista Florestano Di Fausto, che ne realizzò la scenografia cingendola con palazzi che ospitavano vari Ministeri. In epoca comunista le sue caratteristiche ben si prestavano alle sfilate dell'esercito e per le occasioni atte a mostrare la potenza del governo. Con l'avvento del comunismo, nella piazza furono poste la statua di Lenin e quella di Enver Hoxha, successivamente distrutte dal popolo nel 1992.
Nel 1968, nel cinquecentenario della scomparsa dell'eroe della lotta contro i Turchi Ottomani, Giorgio Castriota Scanderbeg, vi fu collocato un suo monumento equestre, opera in bronzo dello scultore albanese Odhise Paskali.
Modellata sotto Re Zog I in stile neo-razionalista, ampliata durante l'unione del Regno d'Albania con il Regno d'Italia (1939 - 1943), nel periodo comunista (1945 - 1992), fu rimaneggiata secondo gli ideali del regime: ampi e ordinati viali che da essa si dipartono costituiscono il centro cittadino e conducono a vari edifici pubblici, all'università, alla Galleria Nazionale d'Arte (ove, fra le altre, sono esposte anche suggestive opere realiste del periodo comunista) e alla Piramide progettata per l'allestimento di un museo dedicato alla vita di Enver Hoxha.
Nel 2017 la piazza è stata completamente ristrutturata, 24.000 m² della sua superficie sono stati pavimentati con un mosaico di pietre naturali provenienti da tutte le terre di lingua albanese, compresi il Kosovo, la Macedonia, il Montenegro e la Grecia, con la presenza di aree verdi che si interpongono tra i vuoti lasciati dagli edifici, delimitando il perimetro della piazza.
La piazza è stata resa completamente pedonale ed è stato costruito un parcheggio sotterraneo.

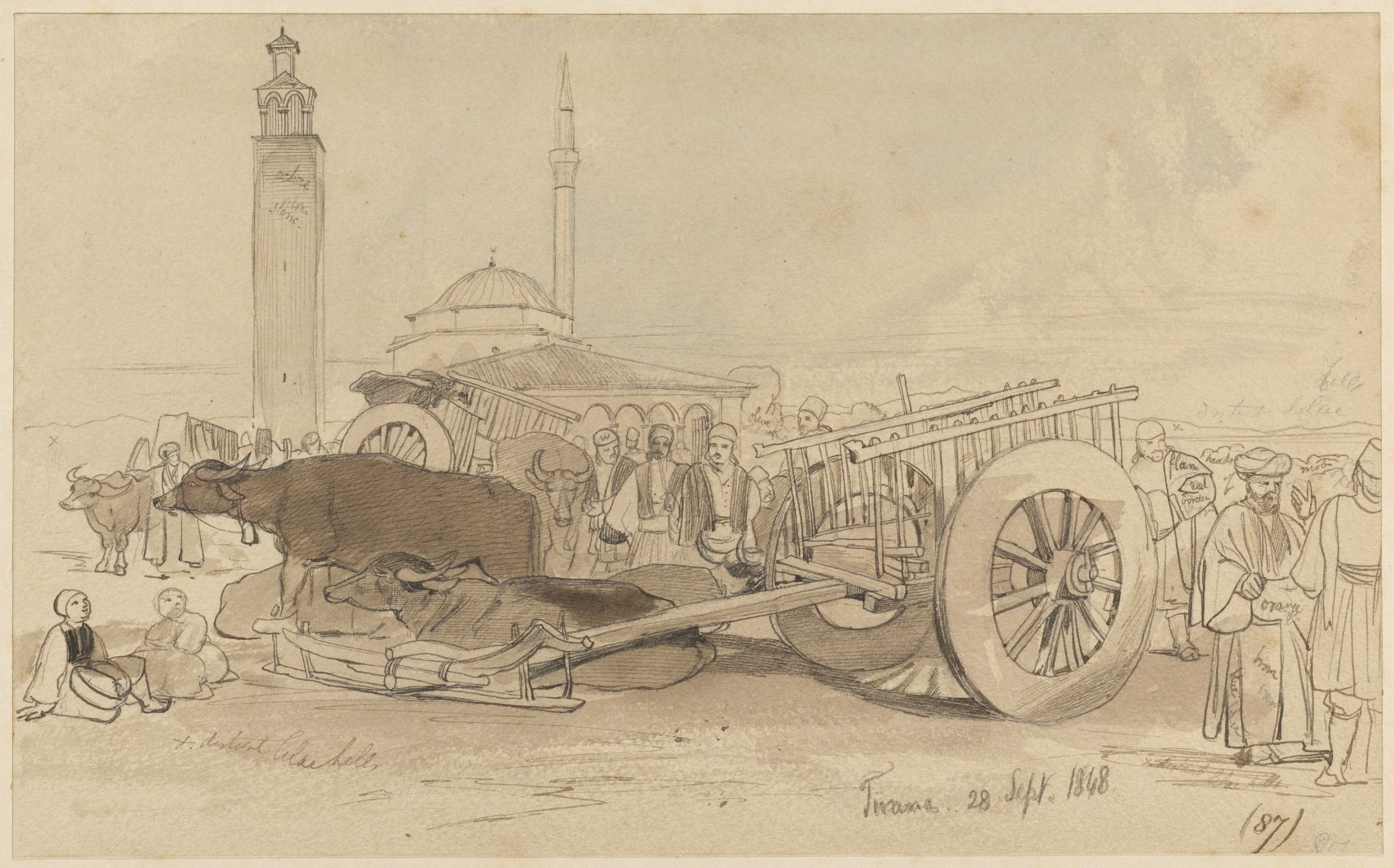
1848
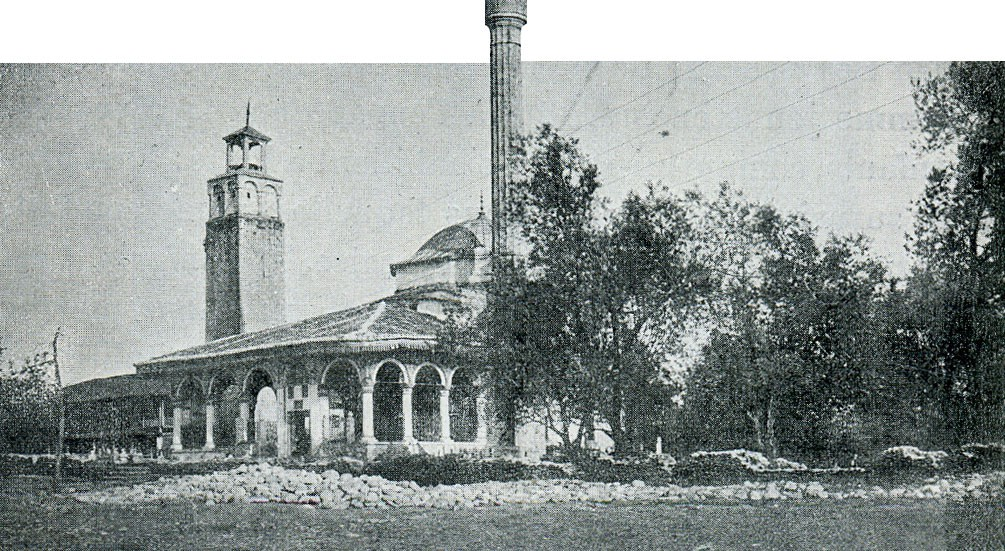
Fine XX sec.
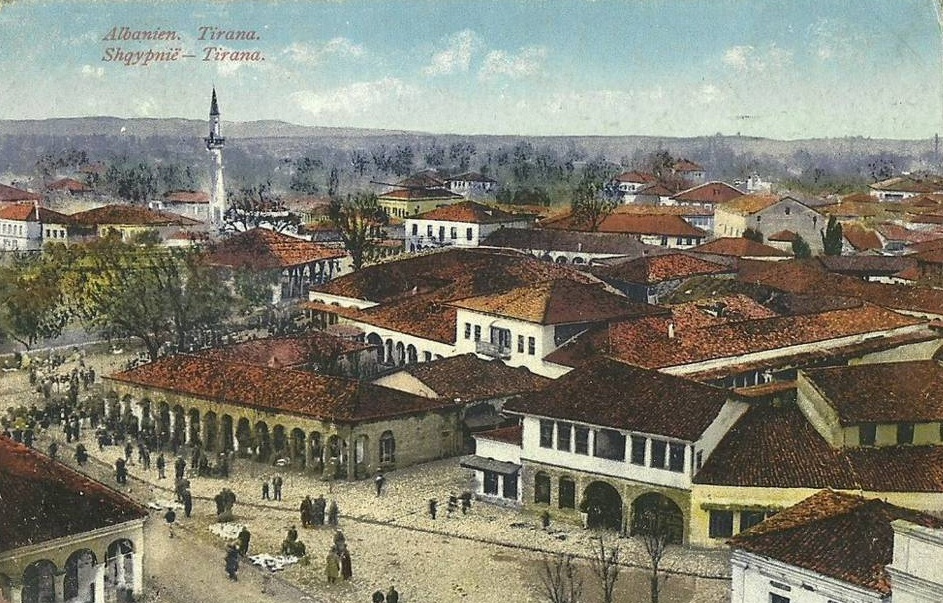
1913
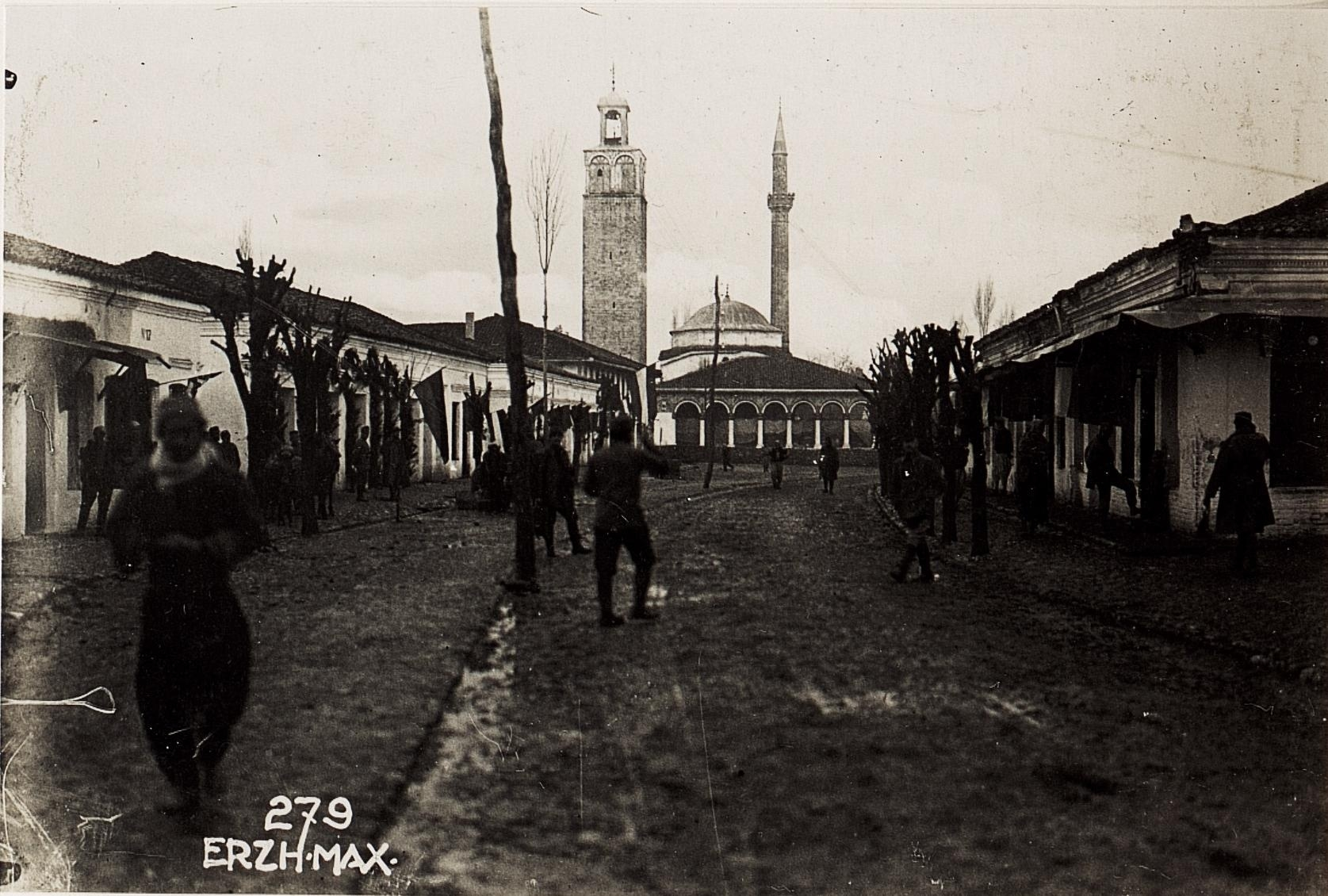
1917
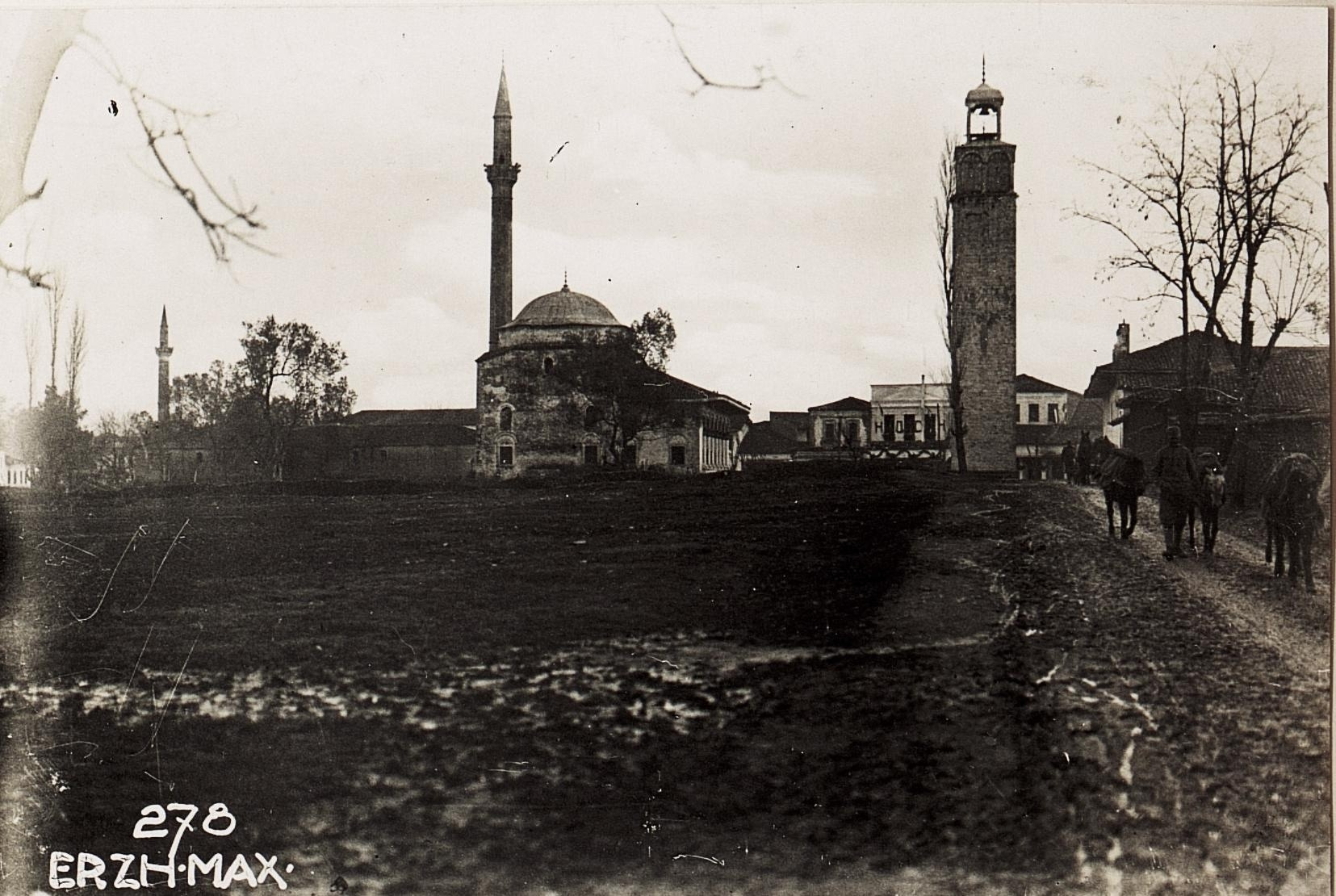
1917
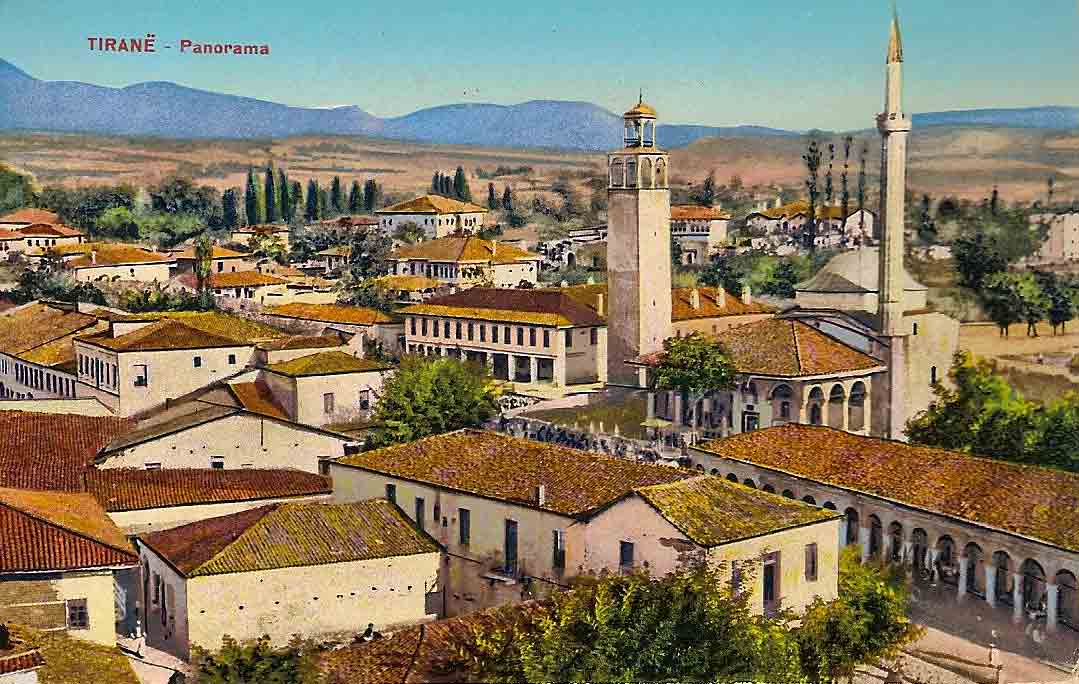
1923
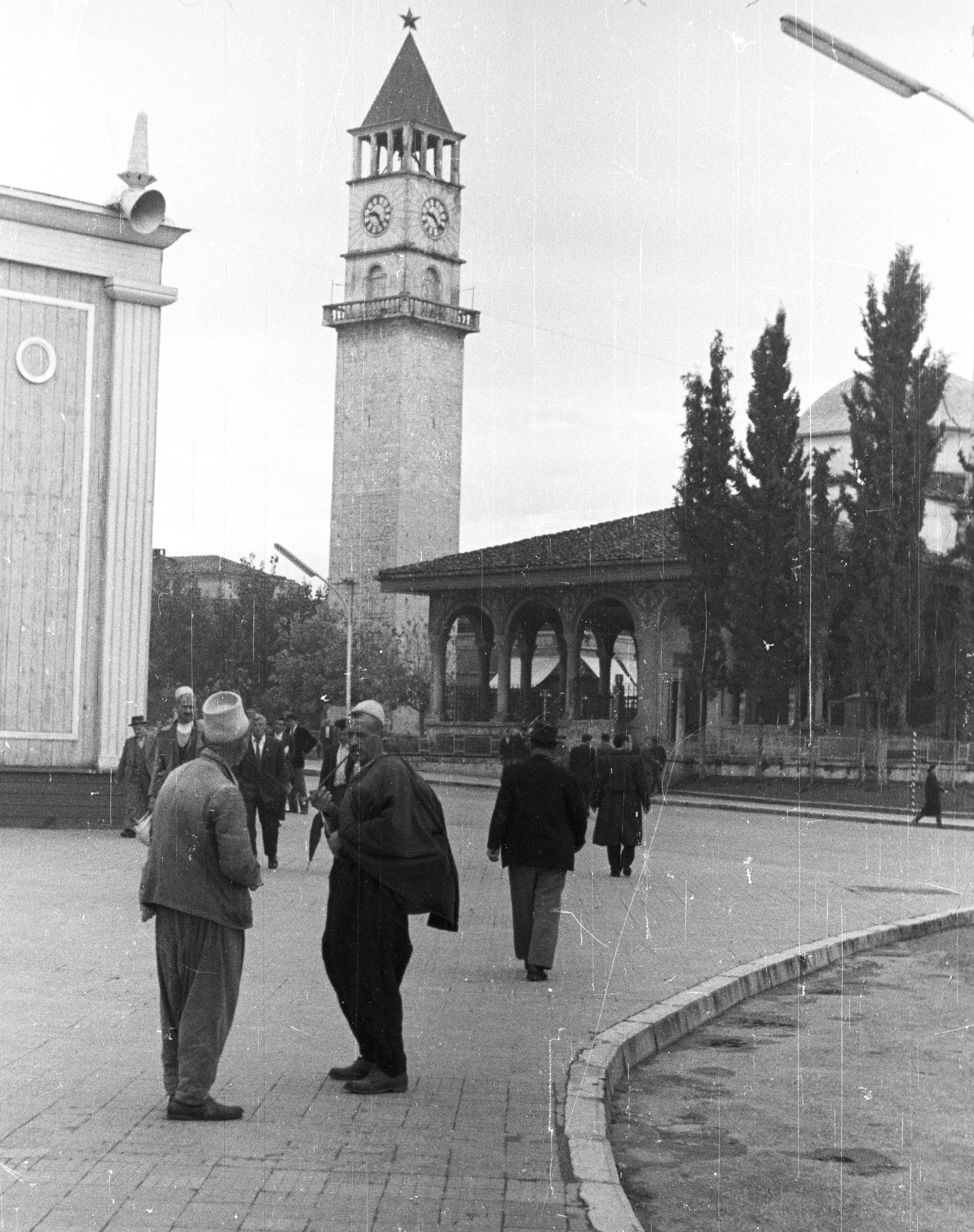
1939
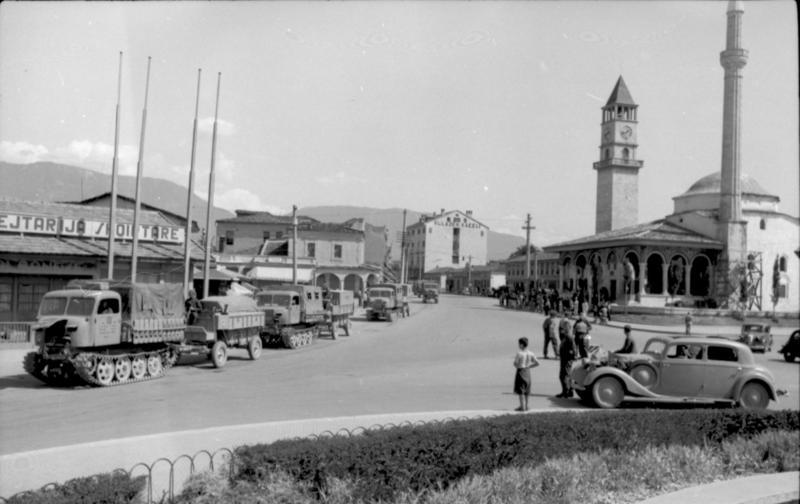
1943
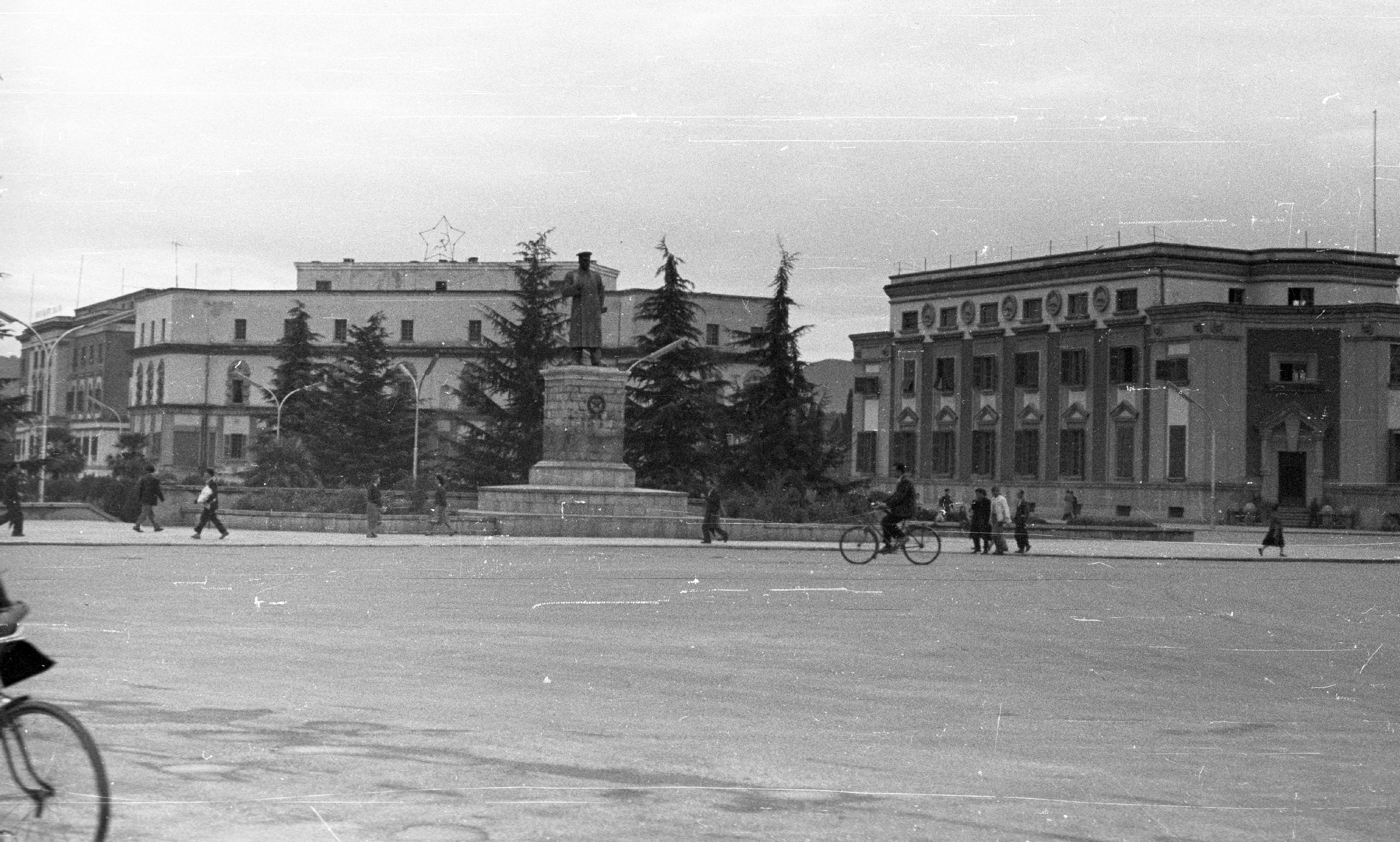
1963
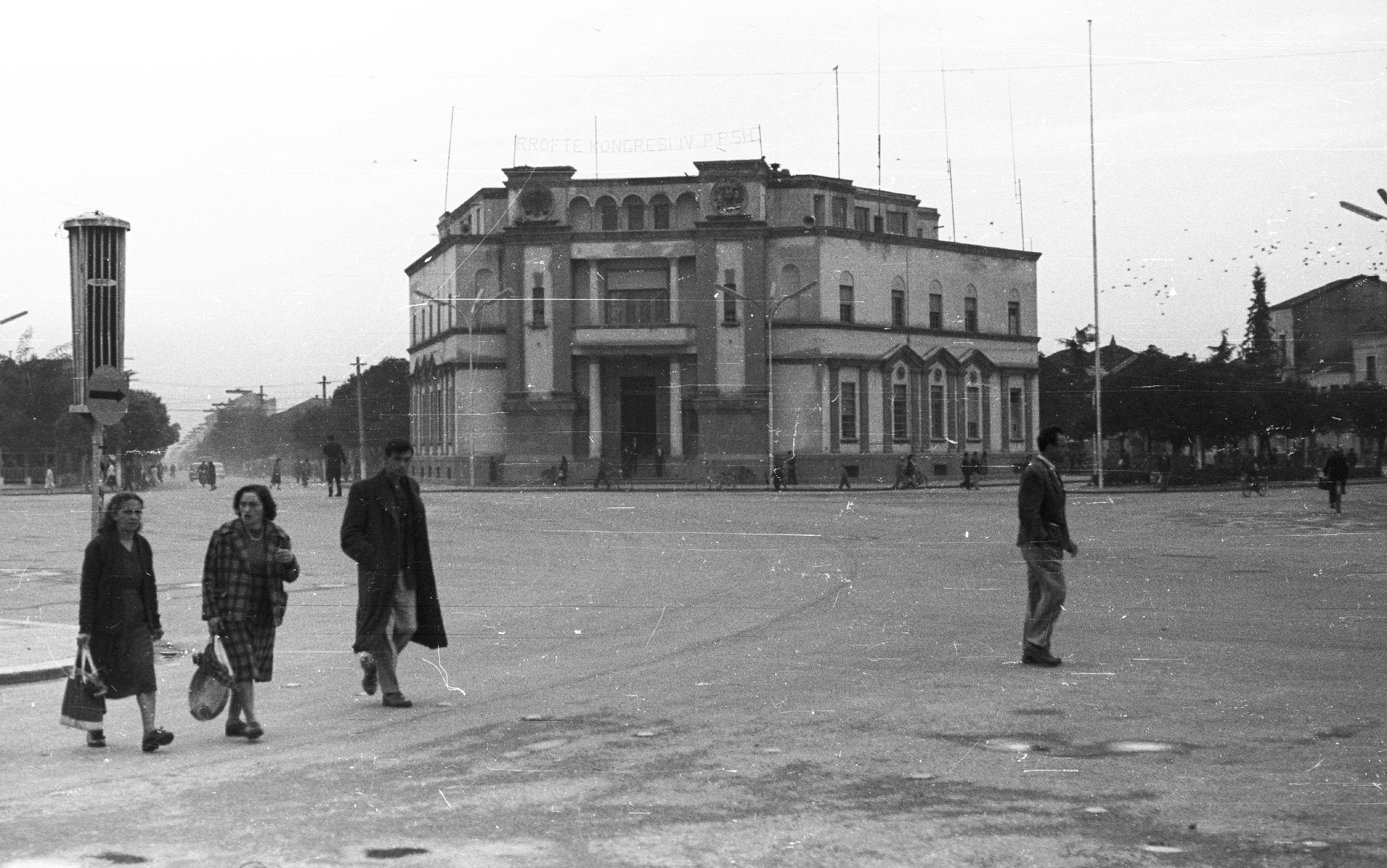
1963
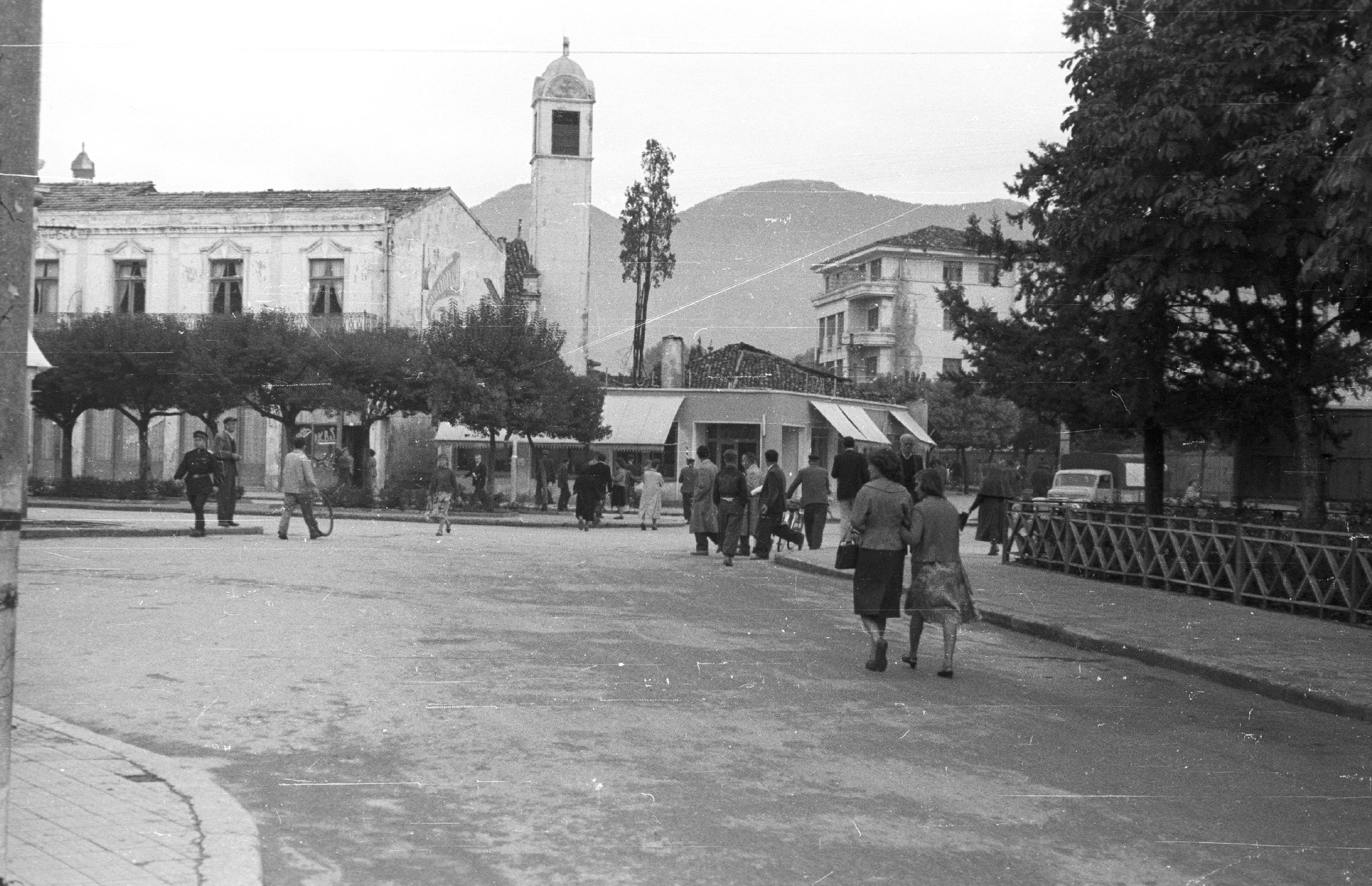
1963
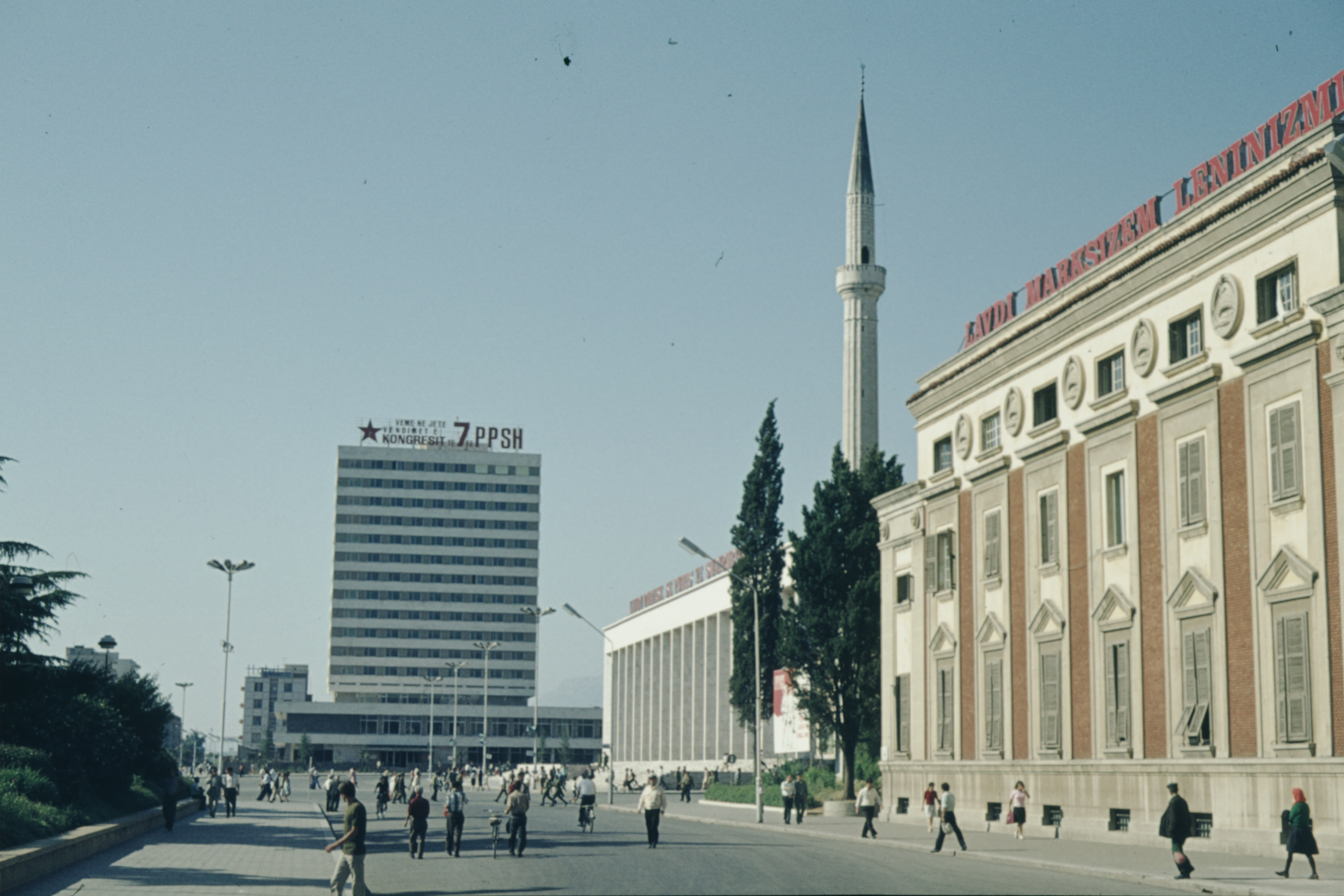
1978
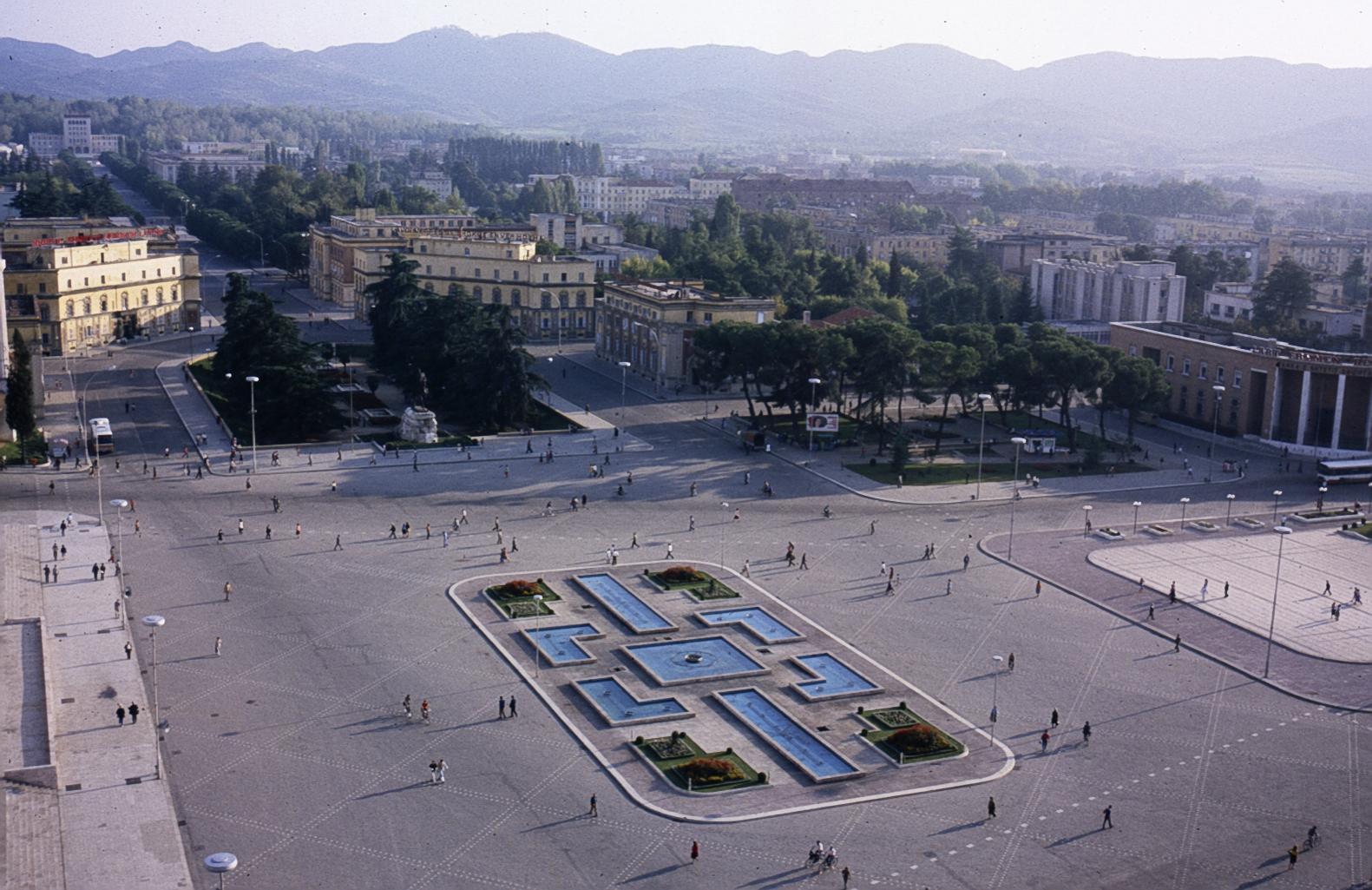
1988
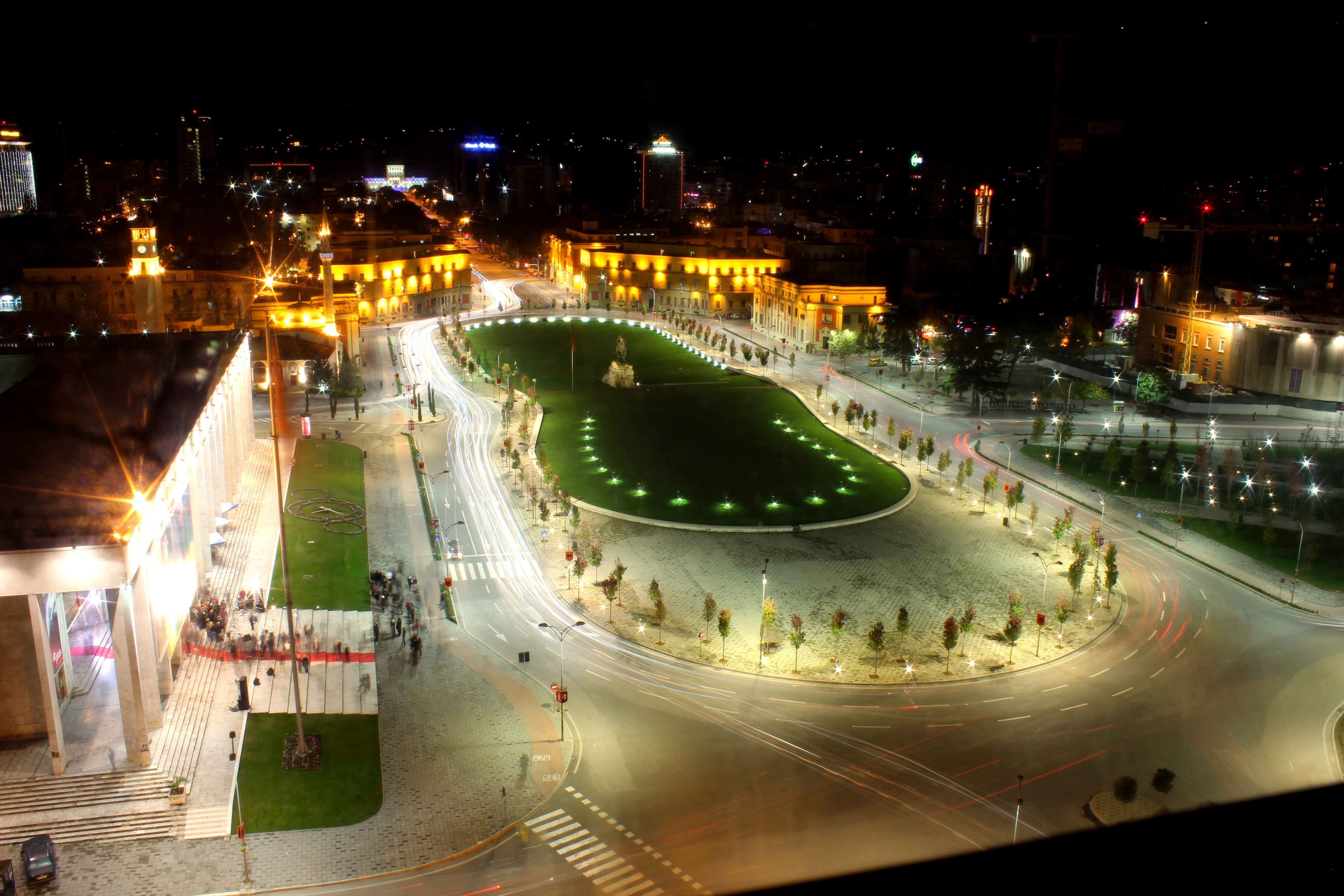
2012
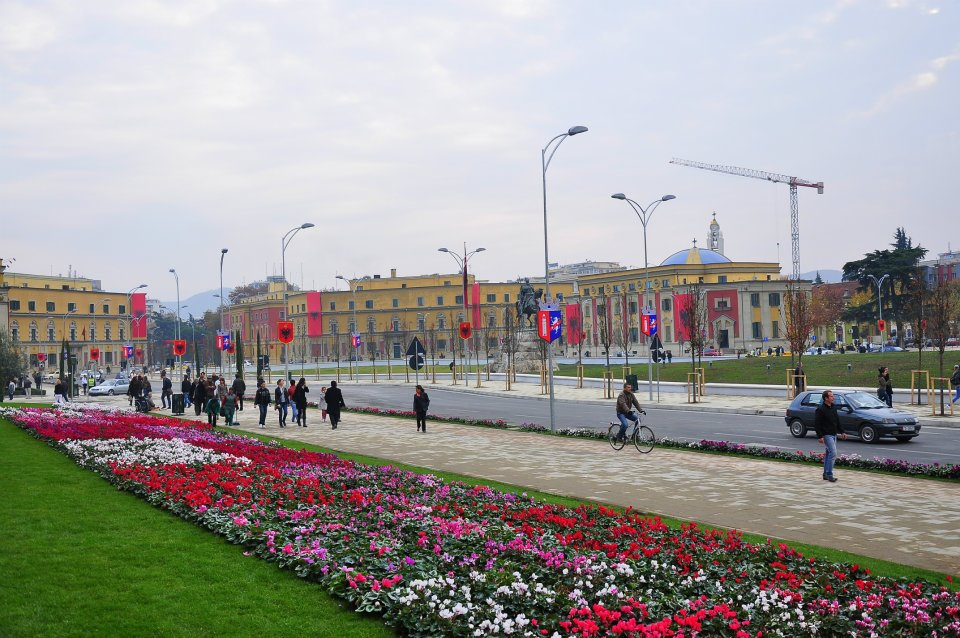
2012
2024

## Descrizione
La piazza si articola in un'ampia area pedonale quadrangolare su cui si affacciano: il palazzo della Cultura (che ospita al suo interno la Biblioteca nazionale e il Teatro nazionale dell'opera e del balletto), l'edificio del Museo storico nazionale, il palazzo della Banca d'Albania e un complesso di alberghi (tra cui il Tirana International Hotel).
Sul lato meridionale dell'area pedonale è posizionato il parco Europa, giardino progettato dall'architetto italiano Giulio Bertè con aiuole geometriche al di sotto del livello del piano stradale. Nel giardino è posizionato il monumento a Skanderbeg, una statua equestre dedicata all'eroe nazionale e realizzata in bronzo da Odhise Paskali, Andrea Mano e Janaq Paço nel 1968. Intorno al giardino pubblico si affacciano: sul lato orientale il municipio di Tirana, la moschea Et'hem Bey con la torre dell'Orologio oltre che il palazzo sede del Ministero delle infrastrutture e dell'energia mentre sul lato occidentale si affacciano i palazzi che ospitano le sedi del Ministero del turismo e dell'ambiente e del Ministero dell'agricoltura e dello sviluppo rurale.
Dal lato meridionale della piazza parte il bulevardi Dëshmorët e Kombit che si conclude in piazza Madre Teresa.

## Galleria d'immagini

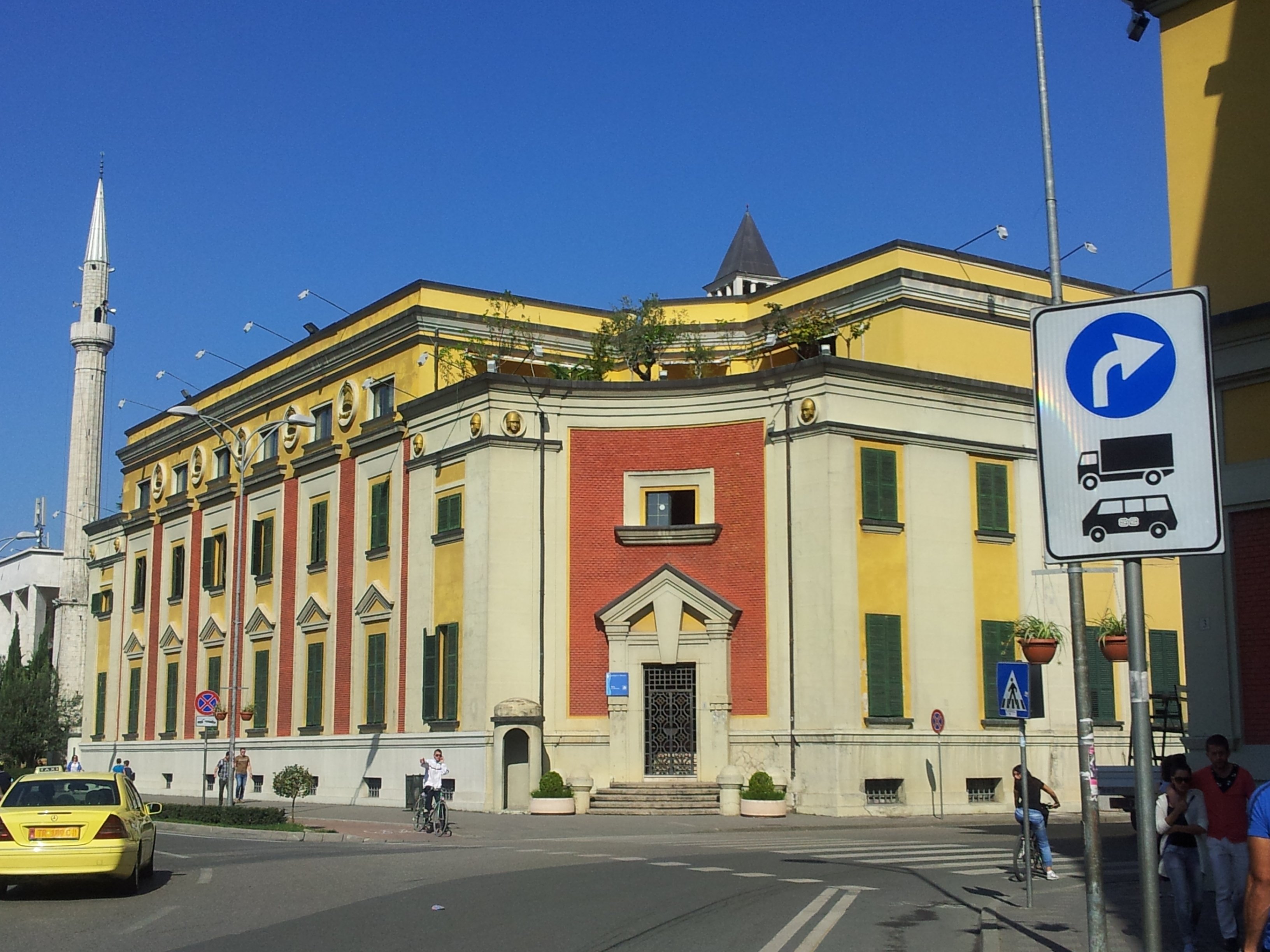
Municipio
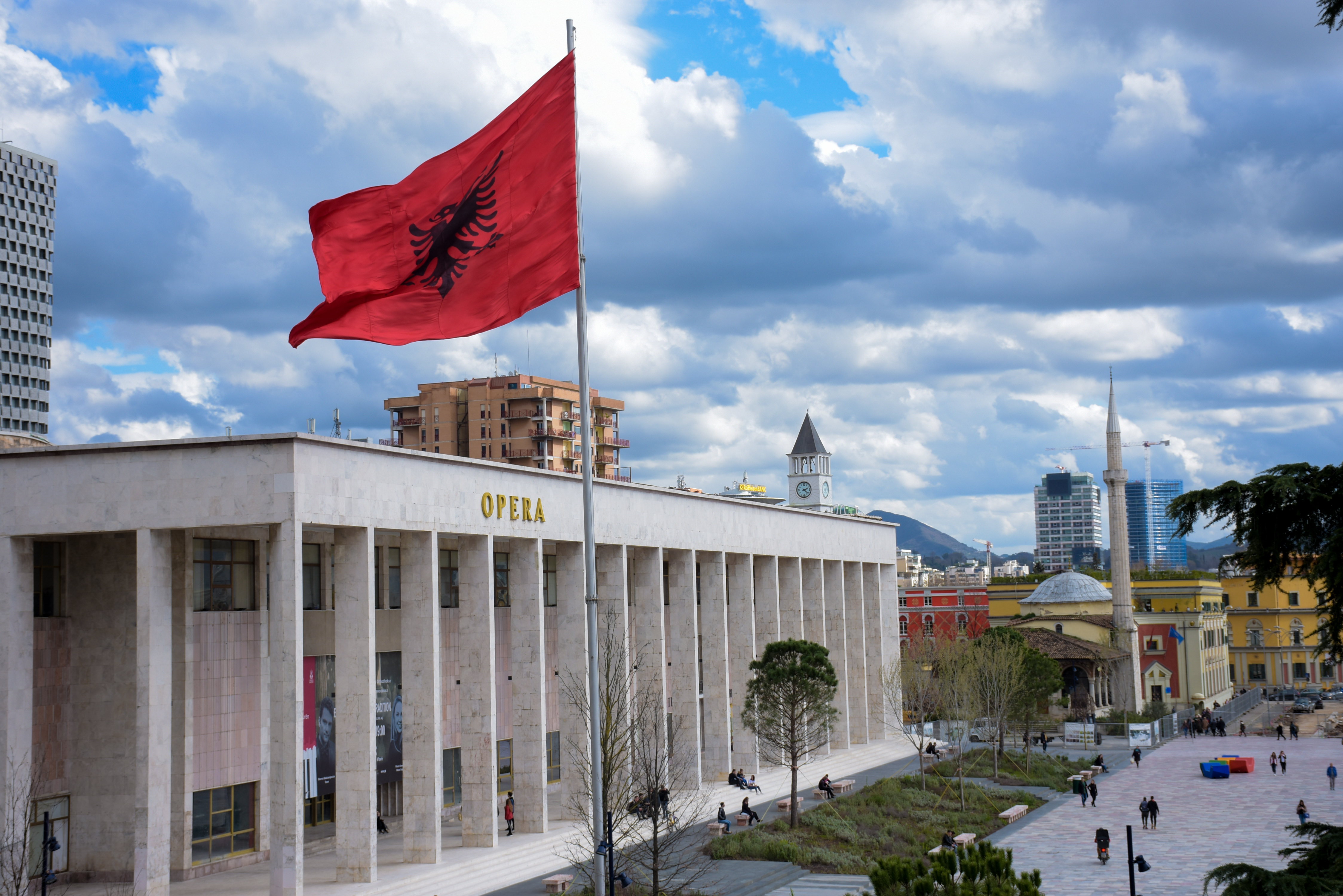
Palazzo della cultura
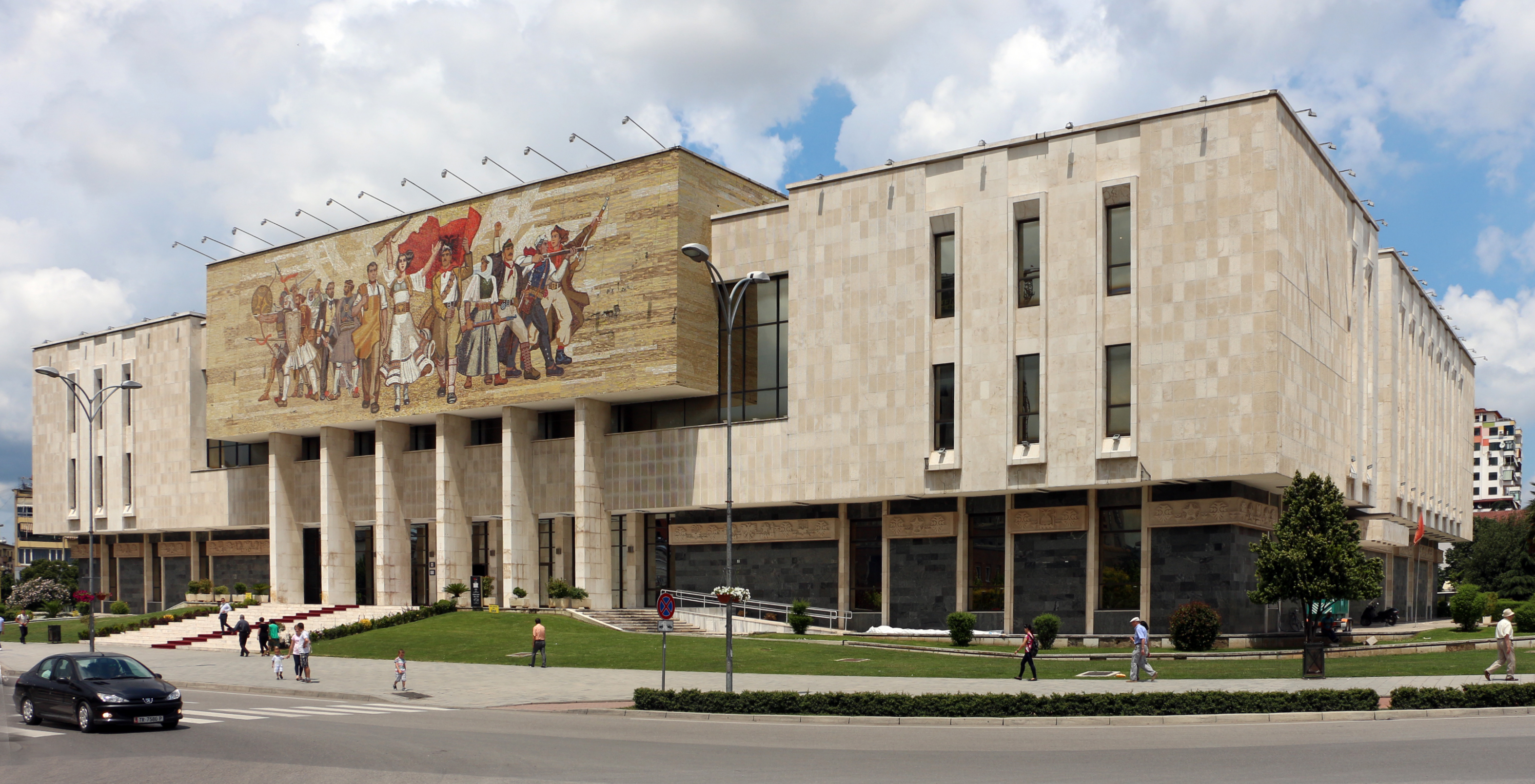
Museo storico nazionale
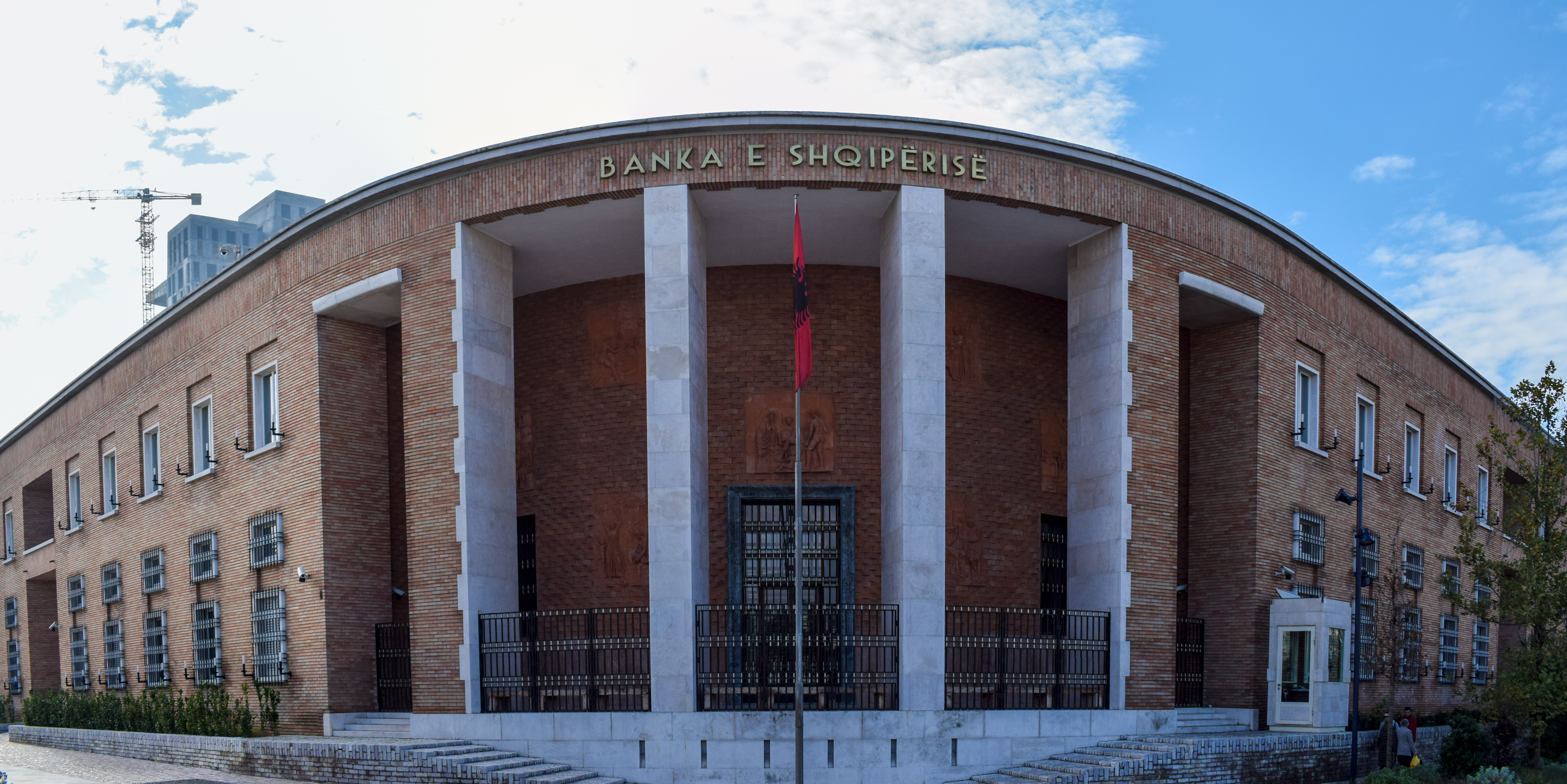
Banca d'Albania
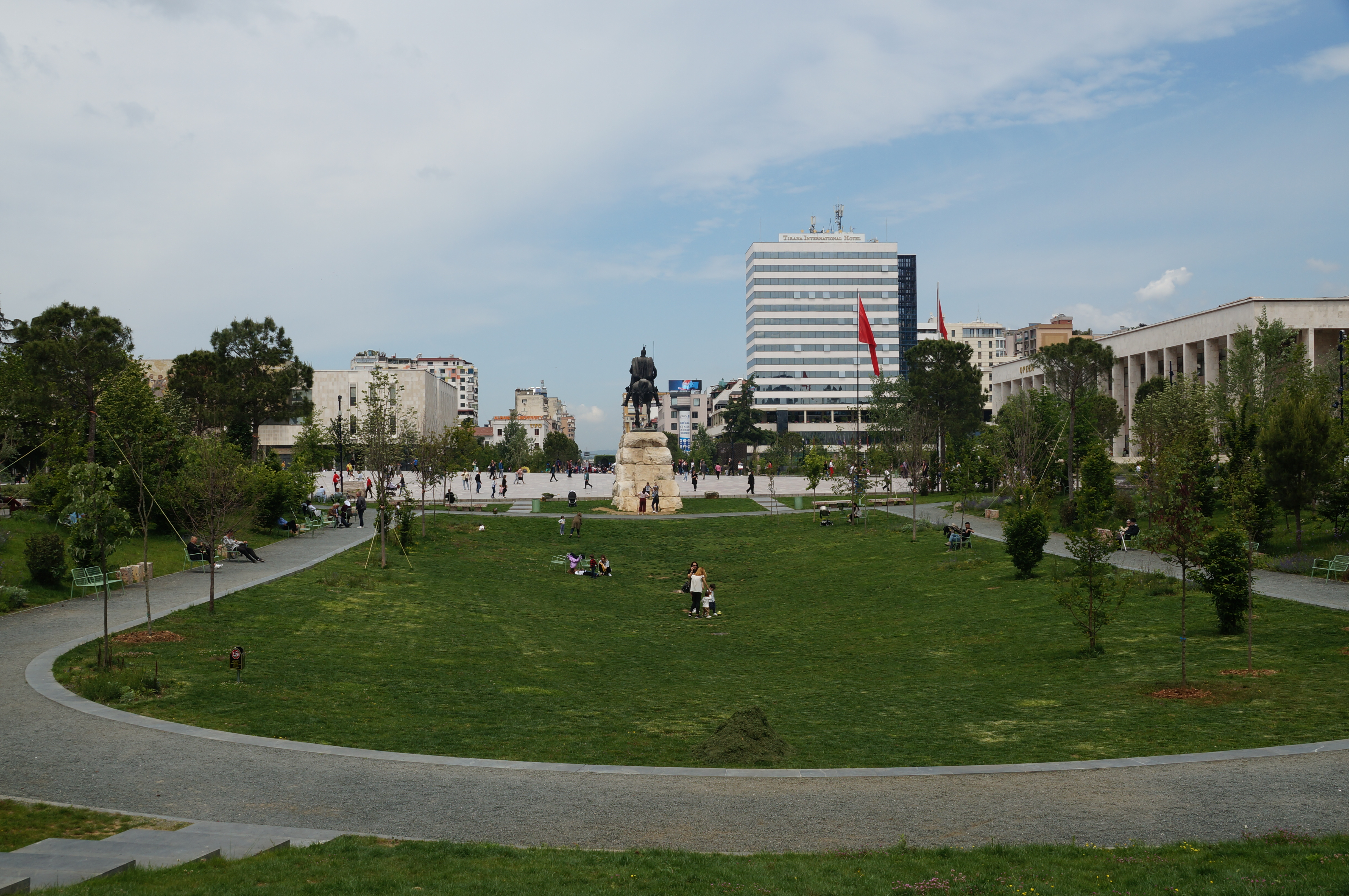
Parco Europa (2019)
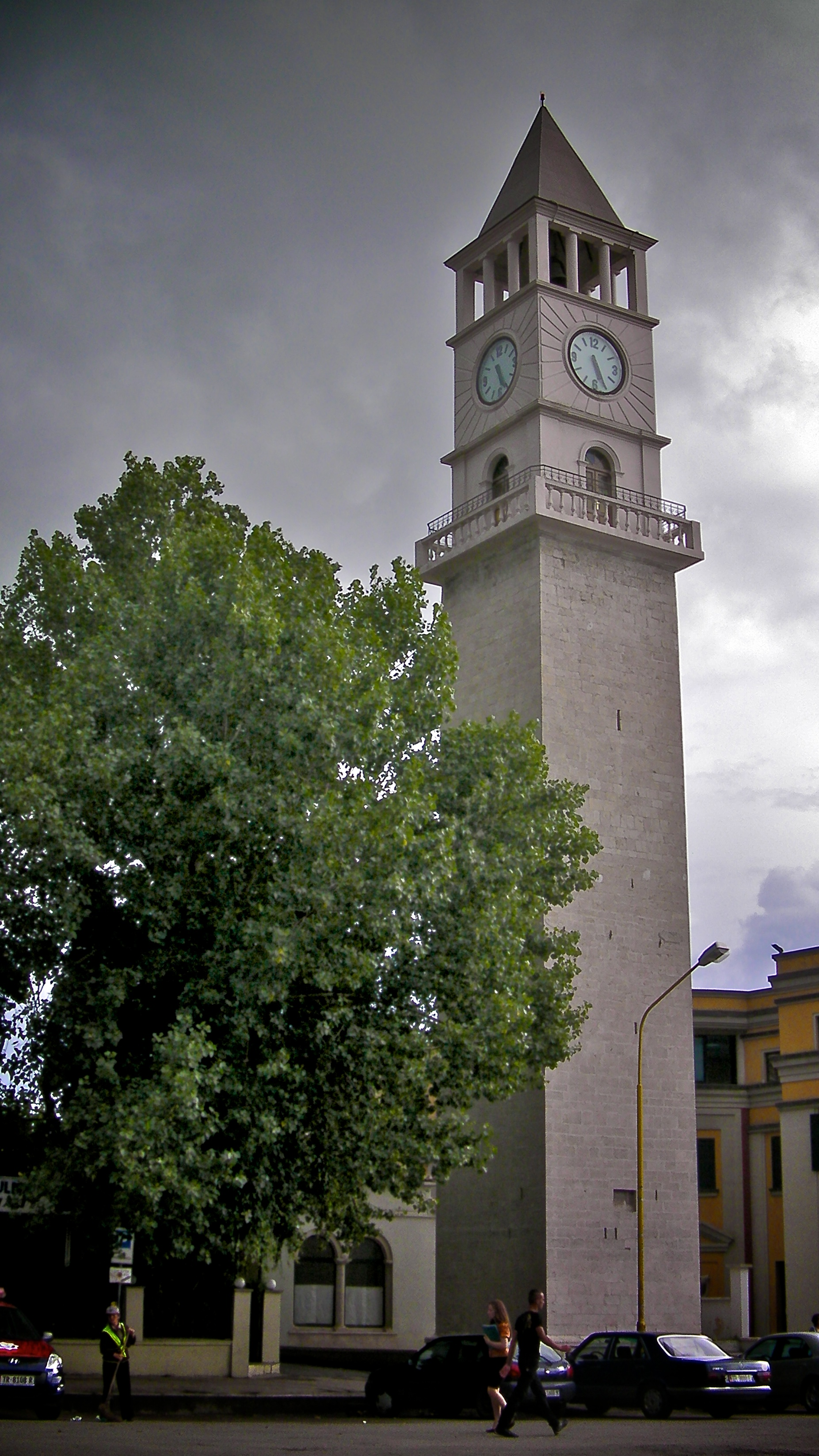
Torre dell'Orologio, simbolo di Tirana
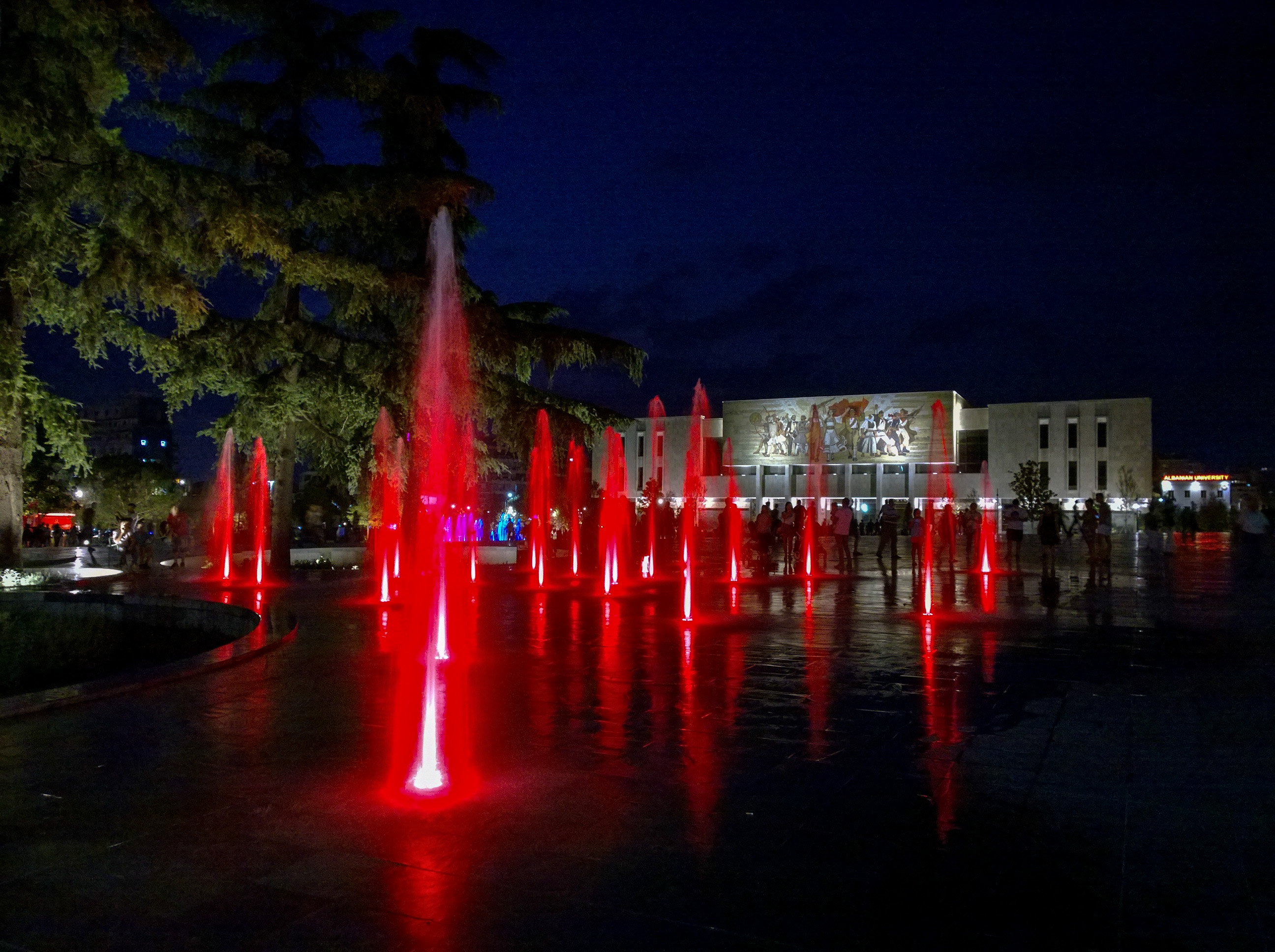
Fontane colorate
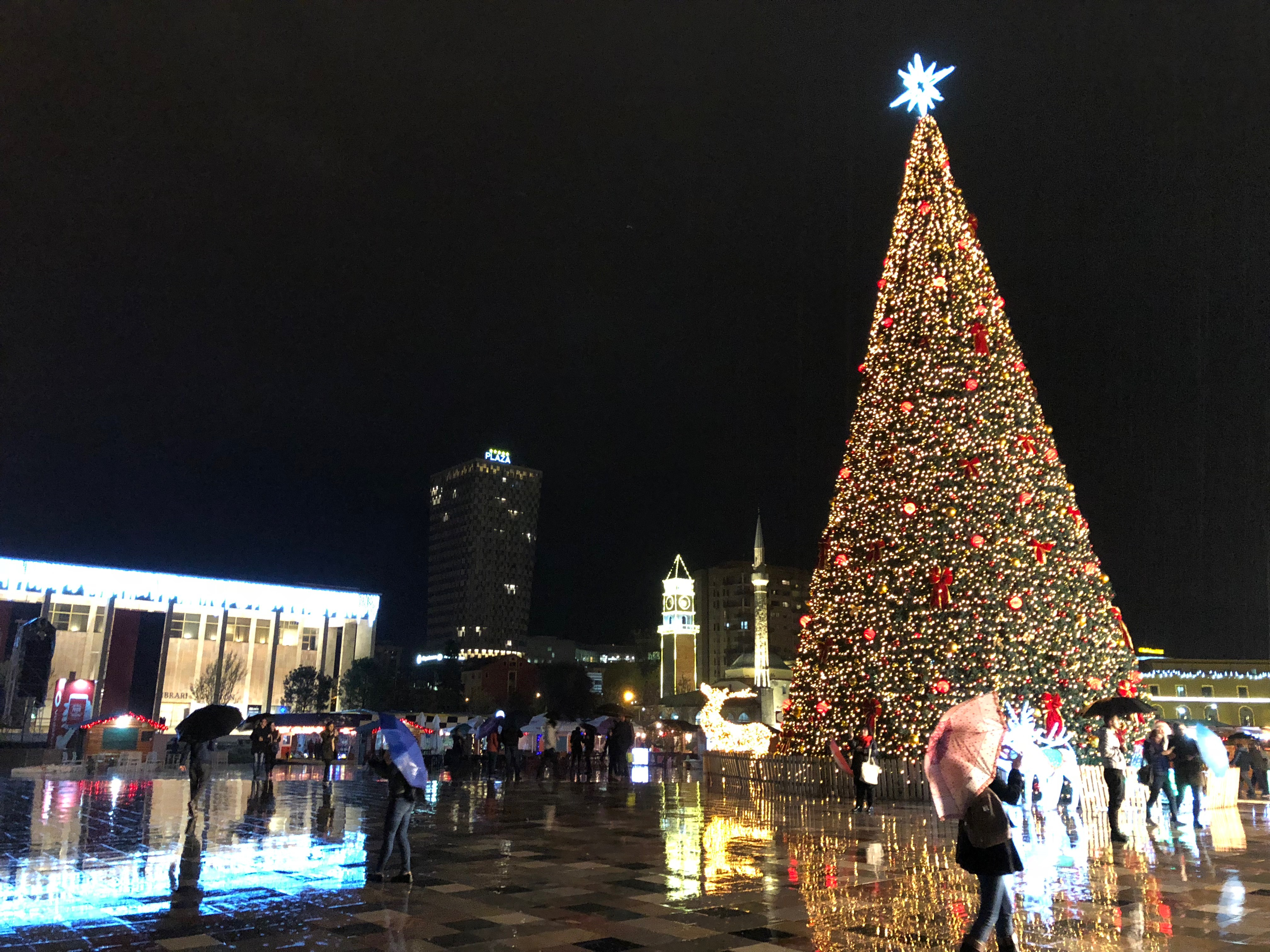
Mercatini di Natale
Torri e grattaceli contemporanei
Vista dall'alto in notturna (Natale 2024)